# Силино (Мордовия)
Силино — село в Ардатовском районе Мордовии. Административный центр Силинского сельского поселения.

## География
Расположено на р. Мене, в 28 км от районного центра и 39 км от железнодорожной станции Ардатов.

## Название
Название-антропоним: по фамилии владельцев населённого пункта Силиных.

## История
По данным 1-й ревизии (1721), Силино — село помещичье Верхопьянского стана Алатырского уезда. В «Списке населённых мест Симбирской губернии» (1863) Силино — село владельческое из 33 дворов (266 чел.) Ардатовского уезда с церковью. В 1930-е годы был создан колхоз, с 1960 года — укрупненное хозяйство имени Жданова, с 1988 года — «Заря», с 1992 года — ООО «Нива», с 1993 г. — К(Ф)Х.

## Инфраструктура
В современном селе — средняя школа, библиотека, дом культуры, медпункт, сберкасса, отделение связи, 3 магазина; установлен обелиск воинам, погибшим в годы Великой Отечественной войны.

## Население
| 2002 | 2010 |
| ---- | ---- |
| 208  | ↘187 |

Население 230 чел. (2001), в основном русские.

## Источник
- Энциклопедия Мордовия, А. П. Кочеваткина.